# 大島嘉仁
大島 嘉仁（おおしま よしひと、朝: 오시마 요시히토, 1976年10月23日 - ）は、日本の経営者。公益財団法人国土育英会代表。株式会社MAGねっとホールディングス代表取締役社長。株式会社ブルーバード代表取締役社長。SFCG（旧：商工ファンド）創業者の大島健伸は父。

## 来歴・人物
1999年3月、慶應義塾大学経済学部を卒業後、大島嘉仁は三井物産に入社する。その後、リーマン・ブラザーズに転職。2008年、アジアン・センチュリー・クエスト・キャピタルを経て、SFCG関連会社に入社する。その後、「株式会社MAGねっと」（後の株式会社MAGねっとホールディングス）代表取締役社長に就任。
2009年、SFCG（旧：商工ファンド）は民事再生法適用、のち破綻する。2010年6月、父であるSFCG元会長大島健伸が破綻前に同社の資産約418億円について資産隠しを図ったとして民事再生法違反（詐欺再生）と会社法違反、電磁的公正証書原本不実記録・同供用の容疑で逮捕された際、息子の大島嘉仁は他2人の役員とともに共犯容疑で逮捕される。そして、「MAGねっと」の代表取締役社長を辞任する。
翌7月、大島嘉仁は処分保留で釈放される。また、父の大島健伸は起訴されたものの、2014年に東京地裁で一部無罪、2016年に東京高裁で全面無罪の判決が出る。
2011年、大島嘉仁はMAGねっとホールディングスの取締役社長に再就任する。その後、MAGねっとホールディングスは収益環境が悪化して赤字が続き債務超過となって2016年、ジャスダック上場廃止される。

## 経歴
- 1989年3月 筑波大学附属小学校を卒業
- 1995年3月 筑波大学附属中学校・高等学校を卒業
- 1999年3月 慶應義塾大学経済学部を卒業
- 1999年4月 三井物産株式会社に入社
- 2004年5月 ニューヨーク大学スターンスクールオブビジネス卒業
- 2004年8月 リーマン・ブラザーズ証券株式会社に入社
- 2008年2月 アジアン・センチュリー・クエスト・キャピタルに入社
- 2008年8月 株式会社Jファクターに入社。株式会社MAGねっと執行役員に就任
- 2008年9月 株式会社MAGねっと（現MAGねっとホールディングス）取締役副社長に就任
- 2008年10月 株式会社MAGねっと（現MAGねっとホールディングス）代表取締役社長に就任
- 2010年6月 会社法違反（特別背任）と民事再生法違反（詐欺再生）の容疑で逮捕
- 2010年7月 上記容疑に関し不起訴処分で釈放